# Раде Боровић
Раде Боровић (Раде Неимар из народних песама) био је средњовековни градитељ. Једини  известан историјски податак о њему је натпис ”Протомајстор Боровић Рад”, уклесан у праг портала који води из припрате у наос цркве Успења Богородичиног у Љубостињи. Задужбина кнегиње Милице Хребељановић, и њена гробна црква, Љубостиња је зидана у деветој деценији XIV века, а завршена најкасније 1388 (првобитно сликарство из 1389 очувано је у куполи). Постоји више претпоставки о Боровићевом пореклу. Сличност рукописа градитеља на натпису у Љубостињи и непотпуно очуваном натпису у Богородичној цркви у Новом Брду, навела је неке истраживаче на помисао да је у оба случаја у питању иста личност. Оно што има далеко већу тежину то су сличности у архитектонској замисли, декоративном систему, као и истоветним стилским појединостима декоративне пластике између Лазарице, Раванице, и хиландарске спољне припрате, задужбина кнеза Лазара и Љубостиње, задужбине Лазареве супруге Милице. Све четири грађевине настале су у размаку од највише 12 година, а сличности су такве и толике, најпе између две старије Лазареве цркве, а онда између Миличине Љубостиње и Лазареве хиландарске припрате, насталим на крају Лазареве владе, да се основано може претпоставити да је Раде Боровић у свим овим градитељским подухватима био протомајстор. На тај начин он је био и главни градитељ дворске зидарске радионице. Није неважно и то да је декоративна платика већине моравских храмова начињена од беловодског пешчара и да су мајстори-клесари свакако били из Беле Воде, између Крушевца и Љубостиње, места у коме се клесарски занат гаји вековима, до данас. 
Народна поезија је сачувала име Рада Боровића (Рада Неимара) као градитеља Лазареве Раванице, али су му, поред Раванице приписане и разне друге грађевине, од скадарских зидина, до ћуприје у Вишеграду, и других с којима свакако није могао имати никакве везе.   
Ничим се опет не може поткрепити народно предање у Херцеговини и Црној Гори, да је по имену и презимену водио поријекло из Захумља. По једном предању, Раде Неимар је сахрањен у манастиру Жупи Никшићкој, пошто је наводно пао са скела за време зидања манастирске цркве Св. Луке. У манастирској порти се још 1937. над једним гробом налазио велики бели мермерни крст са уклесаним његовим именом.
Једна улица у београдском насељу Пашино брдо деценијама носи његово име (Рада Неимара).